# Fissurella barbadensis
Espèce
Fissurella barbadensis est une espèce de mollusque gastéropode appartenant à la famille des Fissurellidae.
- Répartition : Caraïbes.
- Longueur : 2,5 cm.

## Source
- Arianna Fulvo et Roberto Nistri (2005). 350 coquillages du monde entier. Delachaux et Niestlé (Paris) : 256 p.  (ISBN 2-603-01374-2)